# Not Without My Ghosts
Not Without My Ghosts es el octavo álbum de estudio de la banda australiana de metalcore The Amity Affliction. Fue lanzado el 12 de mayo de 2023 a través de Pure Noise Records y fue producido por la propia banda. Este es el último álbum que presenta al bajista/co-vocalista principal y miembro fundador Ahren Stringer antes de que lo despidieran de la banda en febrero de 2025.
El álbum fue nominado al Premio de Música Australiana 2023.

## Lista de canciones
| N.º | Título                                                           | Duración |  |
| 1.  | «Show Me Your God»                                               | 3:37     |  |
| 2.  | «It's Hell Down Here»                                            | 4:00     |  |
| 3.  | «Fade Away»                                                      | 3:45     |  |
| 4.  | «Death and the Setting Sun» (con Andrew Neufeld de Comeback Kid) | 4:07     |  |
| 5.  | «I See Dead People» (con Louie Knuxx)                            | 3:36     |  |
| 6.  | «When It Rains It Pours» (con Landon Tewers de The Plot in You)  | 4:01     |  |
| 7.  | «The Big Sleep»                                                  | 3:59     |  |
| 8.  | «Close to Me»                                                    | 3:56     |  |
| 9.  | «God Voice»                                                      | 3:34     |  |
| 10. | «Not Without My Ghosts» (con Phem)                               | 3:30     |  |

## Posicionamiento en lista
| Lista (2023)                         | Posiciones |
| ------------------------------------ | ---------- |
| Alemania (Offizielle Top 100)        | 56         |
| Australian Albums (ARIA)             | 2          |
| Escocia (Scottish Albums Chart)      | 81         |
| Reino Unido (UK Independent Albums)  | 19         |
| Reino Unido (UK Rock & Metal Albums) | 6          |

## Personal
The Amity Affliction
- Joel Birch – Screaming
- Ahren Stringer – voz, bajo
- Dan Brown - guitarra líder
- Joe Longobardi – batería, percusión

Músicos adicionales
- Andrew Neufeld : voz (pista 4).
- Louie Knuxx: voz (pista 5).
- Landon Tewers: voz (pista 6).